# Nočna fotografija
Nočna fotografija je izraz, ki se uporablja za fotografsko tehniko, pri kateri se običajno fotografira zunaj med mrakom in zarjo. Fotografi lahko pri tej tehniki uporabljajo umetne vire svetlobe ali pa le naravno svetlobo. Čas odprte zaslonke je lahko dolg tudi več ur. Pri tej tehniki je v večini primerov obvezna uporaba stativa.

## Zgodovina
Na začetku 20. stoletja so se nekateri fotografi začeli ukvarjati z nočnim fotografiranjem. Med njimi sta najbolj znana Alfred Stieglitz in William Fraser. Prva fotografa, ki sta ustvarila velik opus nočnih fotografij sta bila Brassai in Bill Brandt. Leta 1932 je Brassai izdal knjigo z naslovom Paris de Nuit, v kateri so zbrane črno-bele fotogarfije Pariza v nočnem času. Med drugo svetovno vojno je britanski fotograf Brandt izkoristil zatemnitveni zakon, da je fotografiral ulice Londona, obsijane z mesečino.
Do začetka devetdesetih let 20. stoletja se je kot eden najbolj uspešnih nočnih fotografov uveljavil fotograf britanskega rodu, Michael Kenna, ki je ustvarjal črno-bele fotografije narave, mestnih obrisov in koncentracijskih taborišč.
Na začetku 21. stoletja se je z razmahom digitalnih fotoaparatov pojavilo vse več novih umetnikov, tehnika pa danes omogoča fotografiranje v nočnih pogojih tudi amaterjem.

## Običajni motivi
- Astronomska telesa (glej astrofotografija.)
  - Luna, zvezde, planeti, ...
- Ceste z ali brez avtomobilov
- Stavbe in objekti, osvetljeni samo z mesečino
- Mestni obrisi
- Tovarne in industrijski objekti, še posebej močno osvetljeni in, ki oddajajo dim ali paro
- Ognjemeti
- Nočno življenje ali koncerti
- Vodna telesa, ki odsevajo mesečino ali mestno razsvetljavo
  - Jezera, reke, kanali, ...
- Nevihte
- Vrtiljaki

## Postopek in oprema
Običajno se pri nočni fotografiji uporabljajo naslednji postopki in oprema:
- Trinožno stojalo. Namesto tega lahko fotograf aparat postavi na podlago in poskrbi, da se le-ta ne bo premikal.
- Daljinski sprožilec ali časovni zamik proženja je nujen, da se prepreči premik aparata pri pritisku na sprožilec.
- Ročno ostrenje je v nočni fotografiji skoraj pravilo, saj avtomatsko ostrenje zaradi pomanjkanja svetlobe običajno ne deluje.
- Kronometer se uporablja takrat, kadar ima fotograf izbran način zaslonke, pri katerem je le-ta ročno odprta in zaprta (bulb mode).

### Dolgi osvetlitveni časi in uporaba več bliskavic
Pri tej tehniki je zaslonka odprta dlje časa, med ekspozicijo pa fotograf s prenosnimi bliskavicami osvetli različne dele kadra.
Pri tem se pogosto uporablja barvne folije na bliskavicah, ki z različnimi barvami osvetljujejo različne dele fotografije. Tehnika omogoča tudi izdelavo senc na fotografijah. Pri izdelavi fotografije je zaradi dolgega časa omogočena večkratna osvetlitev istega objekta z različnimi barvnimi bliski, kar pripomore k bolj zanimivim efektom. Tehnika je izjemno zahtevna in zahteva veliko potrpljenja.

### Risanje s svetlobo
Za podrobne podatke o tej temi glej Risanje s svetlobo.
Pri tej tehniki je zaslonka odprta dlje časa. Oseba z virom svetlobe riše različne like ali osvetljuje različne dele kadra. Na končnem izdelku je vidna sled svetlobe, osebe pa ni videti.

## Galerija
- San Francisco – Oakland Bay Bridge posnet s Treasure Island (Kalifornija) fotografija Mikl Barton.
- Rainbow Bridge pogled z Odaibe
- The Garden of Five Senses, Delhi
- Panorama iz štirih fotografij Washington Park, 30 sekund
- World Trade Center, New York City.
- Taipei 101 ponoči.
- Space Shuttle Columbia pri prvi izstrelitvi proti Hubble Space Telescope.
- Toronto (čas zaslonke 30 sekund).

## Znani fotografi
V tem delu so predstavljeni znani fotografi, ki so objavili knjige o nočni fotografiji in nekatera njihova dela.
- Brassai
  - Paris de Nuit, Arts et metiers graphiques, 1932.
- Jeff Brouws
  - Inside the Live Reptile Tent, Chronicle Books, 2001.  ISBN 0-8118-2824-7
- Alan Delaney
  - London After Dark, Phaidon Press, 1993.  ISBN 0-7148-2870-X
- Neil Folberg
  - Celestial Nights, Aperture Foundation, 2001.  ISBN 0-89381-945-X
- Karekin Goekjian
  - Light After Dark, Lucinne, Inc. ASIN B0006QOVCG
- Todd Hido
  - Outskirts, Nazraeli Press, 2002.  ISBN 1-59005-028-2
- Peter Hujar
  - Night, Matthew Marks Gallery/Fraenkel Gallery, 2005.  ISBN 1-880146-45-2
- Rolfe Horn
  - 28 Photographs, Nazraeli Press.  ISBN 1-59005-122-X
- Brian Kelly
  - Grand Rapids:  Night After Night, Glass Eye, 2001. ISBN 0-9701293-0-0
- Michael Kenna
  - The Rouge, RAM Publications, 1995.  ISBN 0-9630785-1-8
  - Night Work, Nazraeli Press, 2000.  ISBN 3-923922-83-3
- William Lesch
  - Expansions, RAM Publications, 1992.  ISBN 4-8457-0667-9
- O. Winston Link
  - The Last Steam Railroad in America, Harry Abrams, 1995.  ISBN 0-8109-3575-9
- Tom Paiva
  - Industrial Night, The Image Room, 2002.  ISBN 0-9716928-0-7
- Troy Paiva
  - Night Vision: The Art of Urban Exploration, Chronicle Books, 2008. ISBN 0-811-86338-7
  - Lost America: The Abandoned Roadside West, MBI Publishing, 2003. ISBN 0-7603-1490-X
- Bill Schwab
  - Bill Schwab:  Photographs, North Light Press, 1999.  ISBN 0-9765193-0-5
  - Gathering Calm, North Light Press, 2005.  ISBN 0-9765193-2-1
- Jan Staller
  - Frontier New York, Hudson Hills Press, 1988.  ISBN 1-55595-009-4
- Zabrina Tipton
  - At Night in San Francisco, San Francisco Guild of the Arts Press, 2006. ISBN 1-4243-1882-3